# George Randolph Chester
George Randolph Chester (Cincinnati, 27 de gener de 1869 - Nova York, 26 de febrer de 1924) va ser un escriptor i guionista, editor i director de cinema nord-americà.

## Biografia
Chester va néixer a Cincinnati, Ohio, el 27 de gener de 1869. Va ser autor d’obres tan populars com Get-Rich-Quick Wallingford i Five Thousand an Hour: How Johnny Gamble Won the Heiress que es van convertir en pel·lícules mudes durant la seva vida. El seu èxit en vendre històries a The Saturday Evening Post i deixar el seu càrrec a Cincinnati Enquirer i traslladar-se a Nova York per escriure ficció va ser l’impuls de James Bearsley Hendryx per comprar una màquina d’escriure i intentar escriure ficció. La primera esposa de Chester, Elizabeth Chester, es va divorciar de George el 1911, amb l'evidència que vivia als estudis Gainsborough de Londres amb Lillian Josephine Chester. Elizabeth va sol·licitar el divorci i George i Lillian es van casar mentre eren a Europa després de saber que el divorci estava finalitzat. No obstant això, a Elizabeth només se li havia concedit un decret interlocutori, que feia que el divorci no fos definitiu i, per tant, va fer que el seu posterior matrimoni amb Lillian fos controvertit. George i Lillian van treballar junts en diverses històries i obres de teatre. George i Lillian només van dirigir una pel·lícula junts, The Son of Wallingford (1921), que s'ha perdut.
Chester va morir el 26 de febrer de 1924 d'un atac de cor a la seva casa de Nova York.

## Filmografia parcial
- The Making of Bobby Burnit (1914)
- Get-Rich-Quick Wallingford (1916)
- The Message of the Mouse (1917)
- Twenty-One (1918)
- Five Thousand an Hour (1918)
- The Climbers (1919)
- The Vengeance of Durand (1919)
- Slaves of Pride (1920)
- Trumpet Island (1920)
- The Birth of a Soul (1920)
- Black Beauty (1921)
- Get-Rich-Quick Wallingford (1921)
- Top o 'the Morning (1922)
- The Lavender Bath Lady (1922)
- The Scarlet Car (1923)
- Fools of Fashion (1926)
- The Head of the Family (1928)
- New Adventures of Get Rich Quick Wallingford (1931)